# Скалоновка
Скалоновка (укр. Скалонівка) — село,
Зачепиловский поселковый совет,
Зачепиловский район,
Харьковская область, Украина.
Код КОАТУУ — 6322255102. Население по переписи 2001 года составляет 308 (134/174 м/ж) человек.

## Географическое положение
Село Скалоновка находится на левом берегу реки Берестовая в 3-х км от места впадения её в реку Орель, выше по течению примыкает к пгт Зачепиловка.
Русло реки извилистое, на нём много лиманов и озёр, в том числе озеро Горелое.

## История
- 1850 — дата основания.

## Экономика
- Молочно-товарная и свино-товарная фермы.
- «Алмаз», фермерское хозяйство.

## Достопримечательности
- Козловская крепость Изюмской оборонительной линии, 30-е годы XVIII века[1].
- 6 древних курганов[2].